# Jacksonville (Oregon)
Jacksonville é uma cidade localizada no estado norte-americano de Oregon, no Condado de Jackson.

## Demografia
Segundo o censo norte-americano de 2000, a sua população era de 2235 habitantes.
Em 2006, foi estimada uma população de 2195, um decréscimo de 40 (-1.8%).

## Geografia
De acordo com o United States Census Bureau tem uma área de
4,7 km², dos quais 4,7 km² cobertos por terra e 0,0 km² cobertos por água.

## Localidades na vizinhança
O diagrama seguinte representa as localidades num raio de 20 km ao redor de Jacksonville.